# Osmia teunisseni
Osmia teunisseni är en biart som beskrevs av Van der Zanden 1981. Osmia teunisseni ingår i släktet murarbin, och familjen buksamlarbin. Inga underarter finns listade i Catalogue of Life.